# Píteas de Tebes
Píteas (grec antic: Πυθέας, llatí: Pytheas) fou un militar tebà que va viure al segle ii aC.
Era beotarca de Beòcia, i, després de l'estrateg Critolau, va ser el màxim instigador de l'inici de la guerra dels aqueus contra els romans que va posar fi a la independència de Grècia. Quint Cecili Metel Macedònic el va fer executar a començament del 146 aC, segons que diuen Polibi i Pausànias.